# Ренци, Ремиджо
Реми́джо Ре́нци (итал. Remigio Renzi; 1 октября 1857, Рим — 19 ноября 1938, Рим) — итальянский органист, композитор и музыкальный педагог.

## Биография
Ученик Гаэтано Капоччи  и Чезаре Де Санктиса. С 1880 г. органист римской церкви Сантиссимо-Сударио, c 1883 года и до конца жизни органист ватиканского Собора Святого Петра. Одновременно в 1887—1930 гг. руководитель органного класса в римской Академии Санта-Чечилия, где среди его учеников были, в частности, Пьетро Йон и Раффаэле Манари. Автор музыки для органа — преимущественно церковной, но к числу наиболее заметных сочинений относятся также Соната для органа ля минор и Токката ми мажор; кроме того, Ренци был автором ряда месс, в том числе мессы памяти короля Карла Альберта.
Сын Ренци, Паоло Ренци (1894—1963), гобоист, работал в США, в том числе под руководством Артуро Тосканини. Органистом был и племянник Ренци Армандо Ренци.